# Elisabeth Pfenninger
Elisabeth Pfenninger (* 11. August 1772 in Zürich; † 1837 oder 1847 in Paris) war eine Schweizer Miniaturmalerin, die überwiegend in Paris tätig war.

## Leben

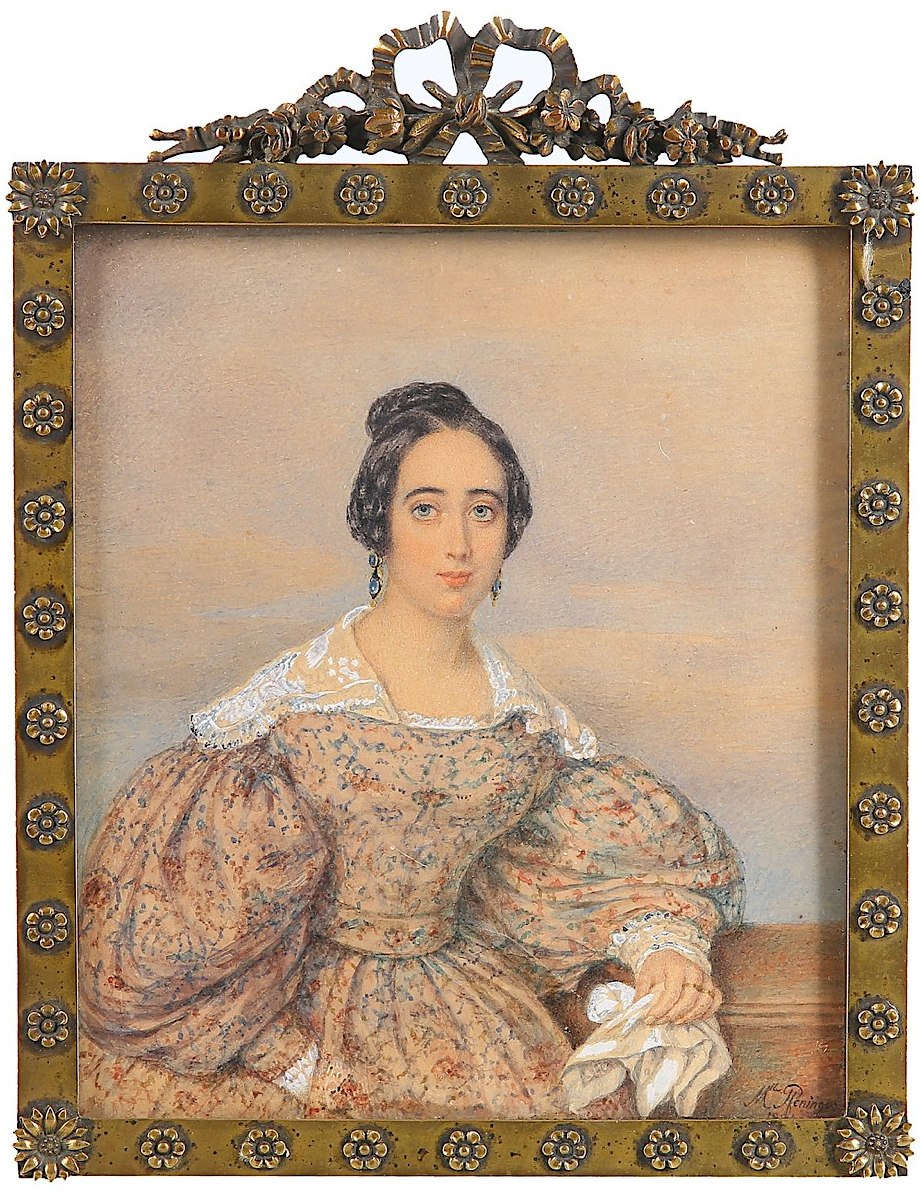
Von Elisabeth Pfenninger 1834 datiertes und signiertes Bild einer unbekannten Frau

Elisabeth Pfenninger entstammte einer Künstlerfamilie und war eine Tochter des Geistlichen Johann Konrad Pfenninger sowie eine Nichte von Heinrich Pfenninger, von dem sie den ersten Unterricht in der Malerei und Zeichenkunst erhielt. Sie widmete sich der Miniaturmalerei und begab sich nach Genf, wo sie bei den bekannten Malern Boileau und Pierre-Louis Bouvier von 1804 bis 1807 ihre Studien fortsetzte. Beide Meister schätzten ihr künstlerisches Talent. Zu ihrer weiteren Ausbildung ging sie 1807 nach Paris, wo sie sich dauerhaft niederliess. Dort wurden ihre Arbeiten bewundert; der Historienmaler Jean-Baptiste Regnault beriet die Künstlerin im Zeichnen und wies sie auf das Studium der Natur hin; und auch der Miniaturmaler Jacques Augustin trug durch Ratschläge in seinem Fachgebiet massgeblich dazu bei, Pfenninger den Weg für eine erfolgreiche Karriere zu bahnen.
Die Künstlerin vereinigte in ihren Miniaturbildern, die sie ab 1810 bei verschiedenen Ausstellungen der Pariser Salons präsentierte, Zartheit, Geschmack, hohe Vollendung und einen lieblichen Farbton. Sie schuf viele Bildnisse, die sie zur Kaiserzeit und später nach der Restauration für den Hof und für diverse Adelsfamilien vollendete, dazu Kopien nach grösseren Werken der älteren Meister aus der Galerie des Louvre und einiger Privatsammlungen. Auch zu Ausstellungen in ihrer Vaterstadt schickte sie einige ihrer Werke ein. Elisabeth Pfenninger gehörte neben Susette Hirzel – mit der sie einen freundschaftlichen Briefwechsel pflegte – und der Blumen- und Miniaturmalerin Dorothea Schulthess zu den namhaften Zürcher Künstlerinnen ihrer Generation.
.